# Тхо (вьетский язык)
Тхо (Thổ) — северо-западная подгруппа вьетских языков, представляющая собой диалектный континуум вьетской группы мон-кхмерских языков, на котором говорят люди одноимённой народности. В 1999 году насчитывалось около 68 400 носителей тхо. Носители проживают в основном на севере провинции Нгеан.
Статус подгруппы языков нестабильный — несмотря на то, что количество носителей не уменьшается, и молодёжь учит его у взрослых, не существует ни регулирующих органов, ни официальной поддержки.